# Spațiu-timp
Spațiu-timp este un model care combină spațiul tridimensional și timpul unidimensional într-o construcție numită continuul spațiu-timp, unde timpul joacă rolul celei de-a patra dimensiuni. Conform spațiului euclidian, universul nostru are trei dimensiuni spațiale, iar dimensiunea sa temporală este independentă de structura spațiului.

## Concepte teoretice
În teoria relativității restrânse, spațiul și timpul sunt mărimi între care există o legătură intrinsecă și ca urmare, nu pot fi considerate entități separate. Este deci natural să se considere că diferitele evenimente se petrec într-un continuu cvadridimensional, numit spațiu-timp, în care trei coordonate (x, y, z) se referă la spațiu și una t se referă la timp. Introducerea unui astfel de concept se datorează matematicienilor Henri Poincaré și Hermann Minkowski. De aceea continuumul cvadridimensional se mai numește și spațiu Minkowski.
Un punct din spațiul Minkowski se numește eveniment; deoarece cele patru coordonate nu au aceeași dimensiune, direcțiile spațiului Minkowski nu sunt echivalente, adică este anizotrop. Ca urmare, lucrul cu un asemenea spațiu este dificil și se introduce în locul coordonatei t o alta coordonata, ict, care are aceeași dimensiune ca și coordonatele spatiale (x, y, z). Pentru un asemenea sistem nu putem avea o imagine vizuală ca în cazul tridimensional, dar din punct de vedere al calculelor, el nu ridică nicio dificultate față de spațiul obișnuit.
Motivul pentru care s-a introdus în cea de-a patra coordonata și factorul i este acela că mărimea s2 = x2 + y2 + z2 + (ict)2 = x2 + y2 + z2 - (ct)2, este invariantă în raport cu transformările Lorentz.
Analog, intervalul cvadridimensional dintre două evenimente infinitezimal vecine (x, y, z, ict) și (x + dx, y + dy, z + dz, ic(t + dt)) se definește prin relația: ds2 = dx2 + dy2 + dz2 - c2dt2. Acest interval constituie o mărime geometrică a spațiului minkowskian numită metrica spațiului.
Deoarece coordonatele y și z rămân neschimbate pentru o reprezentare grafică a unui spațiu minkowskian, se pot lua în considerare numai coordonatele x, ct. Un eveniment de asemenea coordonate se va afla față de evenimentul din origine la intervalul:
- s = √(x2 - c2t2).

Acest interval poate fi real sau imaginar, după cum expresia de sub radical este pozitivă sau negativă. Ca urmare, mulțimea evenimentelor din spațiul minkowskian poate fi împărțită în două domenii: unul care cuprinde evenimentele situate la un interval real față de origine (evenimente spatiale), iar celălalt - evenimentele situate la un interval imaginar față de origine (evenimente temporale). Aceste domenii sunt separate între ele prin evenimente care îndeplinesc condiția x = ±ct.
În cazul general, condiția s2 = 0, care delimitează cele două domenii, reprezintă un con cu vârful în origine, numit con luminos. Evenimentele din domeniul conic ce cuprinde direcția pozitivă a axei ct au loc după evenimentele din O (conul luminos al viitorului), iar cele din domeniul negativ au loc înaintea evenimentului din O (trecutul).
Mișcarea rectilinie și uniformă a unei particule este descrisa prin ecuația x = vt, care reprezintă o dreaptă a cărei panta este chiar viteza v. Deoarece v < c, această dreaptă va fi cuprinsă întotdeauna în domeniul intervalelor temporale. Mai general, se poate arăta că traiectoria unei particule care se mișcă arbitrar este cuprinsă în domeniul conului luminos. Acestă traiectorie se numește linie de univers a particulei.
Notând coordonatele spațiu-timpului prin x1 = x, x2 = y, x3 = z, x4 = ict, se poate defini raza vectoare cvadridimensională rα (α = 1, 2, 3, 4) ca fiind un vector ale cărui proiecții pe axele de coordonate sunt (x1, x2, x3, x4). O astfel de mărime se numește cvadrivector; mai exact, prin cvadrivector se înțelege un ansamblu de patru mărimi Aα (α = 1, 2, 3, 4), care la o transformare Lorentz se comportă ca și componentele razei vectoare rα (α = 1, 2, 3, 4).
Presupunem că observăm dintr-un sistem de referință inerțial un ceasornic care se mișcă în mod arbitrar față de acest sistem. În orice moment, această mișcare poate fi considerată uniformă; ca urmare, în orice moment se poate introduce un sistem de referință legat solidar de ceas, care va constitui de asemenea un sistem de referință inerțial. În decursul unui interval de timp infinit de mic dt, ceasul parcurge distanța √(dx2 + dy2 + dz2). Față de sistemul de coordonate legat de ceasul mobil, acest ceas este în repaus, adică dx` = dy` = dz` = 0. Datorită invarianței intervalului ds2, se poate scrie dx2 + dy2 + dz2 - c2dt2 = -c2dt`2, de unde rezultă:
- dt` = dt√(1 - (dx2 + dy2 + dz2) / c2dt2). Dar (dx2 + dy2 + dz2) / dt2 = v2, unde v este viteza ceasului mobil; atunci
- dt` = dt√(1 - v2 / c2).

Timpul dt` se numește timp propriu. Folosind timpul propriu se poate defini cvadriviteza prin relația:
- uα = drα / dt` = drα / dt * 1 / √(1 - v2 / c2).